# Corrado Mantoni
Corrado, nom d'artiste de  Corrado Mantoni, également connu sous le nom de Corima, né 2 août 1924 à Rome et mort le 8 juin 1999 dans la même ville, est un animateur de télévision, animateur de radio, acteur, doubleur, chanteur et parolier italien.

## Biographie
Corrado Mantoni est né à Rome, où il a suivi des études classiques et de droit. Avant de terminer ses études universitaires, il commence à travailler comme conférencier à l'EIAR, prédécesseur de la Rai, la télévision publique italienne. 
Depuis les années 1950, Corrado est le présentateur  d'importants  programmes de télévision italienne, devenant une présence régulière et familière du petit écran. Il est considéré comme l'un des pères fondateurs de la télévision en Italie, avec Mike Bongiorno et Raimondo Vianello,.
Encore plus qu'à la télévision, il a été très actif à la radio où il a travaillé pendant plus de quarante ans, devenant l'un des personnages les plus populaires et appréciés. Il a annoncé des événements historiques comme la fin de Deuxième Guerre mondiale et l’avènement de la République italienne lors du référendum du 2 juin 1946.
Il a aussi exercé l'activité d'acteur et doubleur, comme son grand frère Riccardo, avec qui il partage le pseudonyme « Corima », issu des initiales de leurs noms et prénoms, puis il a utilisé uniquement le nom de « Corrado », avec lequel il a signé un grand nombre de ses émissions de radio et de télévision.
Corrado est mort d'un cancer du poumon à Rome en 1999.

## Filmographie
- 1954 : Café chantant de Camillo Mastrocinque